# فرودگاه محلی پونکاسیتی
 فرودگاه محلی پونکاسیتی (به انگلیسی: Ponca City Regional Airport) یک فرودگاه همگانی بهره‌برداری هوایی با کد یاتا PNC است که یک باند فرود بتن دارد و طول باند آن ۲۱۹۵ متر است. این فرودگاه در کشور ایالات متحده آمریکا قرار دارد و در ارتفاع ۳۰۷ متری از سطح دریا واقع شده است.